# 폴 리롤라
폴 미겔 리롤라 코소크(스페인어: Pol Mikel Lirola Kosok, 1997년 8월 13일 ~ )는 스페인의 축구 선수이다. 그의 포지션은 오른쪽 풀백으로, 현재 이탈리아 세리에 A의 프로시노네에서 활약하고 있다.

## 클럽 경력

### 에스파뇰
스페인 카탈루냐 지방 바르셀로나 주 물례트델발례스에서 태어난 리롤라는 RCD 에스파뇰 유소년 클럽에서 선수 생활을 시작했으며, 2014년 스페인 3부 리그의 B팀에서 데뷔하였다. 2015년 1월, 리롤라는 유벤투스로 임대되었고, 그는 클럽의 유소년팀에 합류하였다.

### 유벤투스
그해 여름 이적 시장에서 유벤투스는 리롤라를 완전 영입하였다. 2016년 7월 28일, 그는 사수올로에 2년 임대로 이적하였다.
리롤라는 UEFA 유로파리그 플레이오프에서 공식 데뷔전을 치렀고, 1-1로 비긴 츠르베나 즈베즈다와의 원정 경기에서 도메니코 베라르디의 골을 어시스트하여, 클럽은 사상 처음으로 유럽 대항전 본선에 진출할 수 있었다. 같은 대회에서, 그는 3-0으로 이긴 아틀레틱 빌바오와의 9월 15일 홈 경기에서 자신의 커리어 상 첫 골을 기록했는데, 이 골은 구단의 유럽 대항전 첫 골이었다.

### 사수올로
2018년 1월 31일, 사수올로는 €7M의 이적료에 리롤라를 완전 영입했다.

### 피오렌티나
2019년 8월 1일, 리롤라는 의무적으로 발동될 완전 영입 옵션과 함께 세리에 A의 피오렌티나로 임대 이적하였다.

### 마르세유
2021년 1월 12일, 리롤라는 시즌이 끝날 때까지 리그 1의 마르세유로 임대 이적하였다.

#### 엘체 임대
2022년 8월 12일, 리롤라는 완전 영입 옵션과 함께 라리가의 엘체로 임대 이적하였다.

## 국가대표팀 경력
리롤라는 2013년에 스페인의 U-17 대표팀을 대표했다. 2016년 12월 28일, 튀니지와의 경기에서 카탈루냐 축구 국가대표팀 데뷔전을 치렀고, 경기는 3-3 무승부 (승부차기 2-4 패)로 끝났다.

## 사생활
리롤라의 어머니는 독일계이다. 그는 독일 여권을 소지하고 있고, 독일어를 유창하게 구사한다.

## 수상 내역

### 국가대표팀
스페인 U-21
- UEFA U-21 축구 선수권 대회: 2019[15]